# ネレフタ
座標: 北緯57度27分 東経40度35分 / 北緯57.450度 東経40.583度

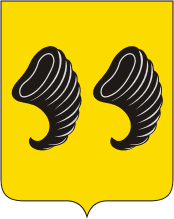
ネレフタの紋章

ネレフタ（ネーレフタ、ロシア語: Не́рехта、ラテン文字表記の例: Nerekhta）は、ロシア西部のコストロマ州にある町。人口は2万1700人（2015年）。首都モスクワから北東へ300キロメートル、州都コストロマからは南西へ46キロメートル。最寄の町は34キロメートル東にあるヴォルゴレチェンスク。ヤロスラヴリ、コストロマ、イヴァノヴォへの鉄道が通っている。この町を流れるネレフタ川は、ソロニツァ川を経てヴォルガ川へと注いでいる。

## 歴史

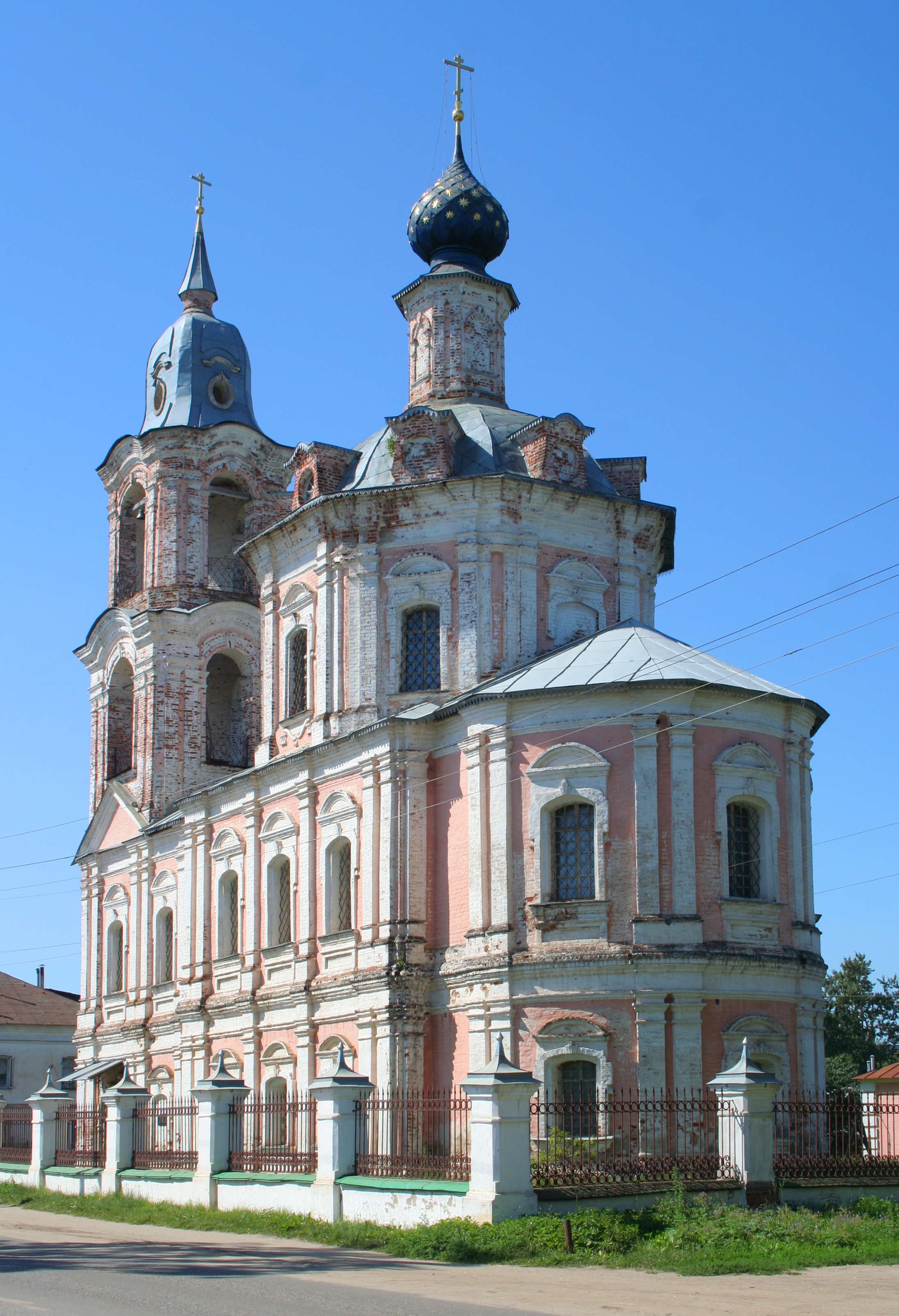
ネレフタの復活大聖堂

13世紀始めにネレフタが記録に初出するよりも前から、フィン・ウゴル系やスラブ系の民族がこの地には住んでおり集落を形成していた。地名の元になったネレフタ川という川の名は、おそらく「低地を流れる川」という意味と考えられている。
文献記録におけるネレフタへの言及は、1214年に起こったいくつかの公国間の戦争に関する記述の中に初めて登場する。1362年の記録には、現在のネレフタの近くにロシア正教会の修道院が建てられたとある。この修道院は1764年に廃止されるまで続いた。14世紀にはネレフタはモスクワ大公国の領地となり、塩の生産など重要な役割を担った。
17世紀初頭のロシア・ポーランド戦争では、ネレフタにもポーランド・リトアニア共和国の軍が攻め込み、町は大きく荒廃した。この時期に塩の生産も終わってしまったが、コストロマ・ヤロスラヴリ・スーズダリなどの大きな町に道が通じているという位置関係から、市場や工房などが建つ経済的に重要な場所となった。18世紀には石造りの聖堂が建てられ、最初の大きな工場も建設されている。18世紀末には繊維工業の重要な中心地となった。1778年にはエカチェリーナ2世の地方行政改革により市の地位を得、二つの貝殻のある紋章も定められている。これはネレフタ川とソロニツア川という、貝が多く獲れる二つの川を象徴的に表したものである。
18世紀末のネレフタは木造の建築がほとんどであり、火災に弱かった。1785年夏には大火で町のほとんどが焼かれ、その後の復興の際に新古典主義建築をもととした都市計画により再建された。現在も残る古い建物の多くはこの時期のものである。
20世紀のソビエト連邦時代、ネレフタには繊維工場などの工場が多く建ち、1923年には最初の発電所も建設された。

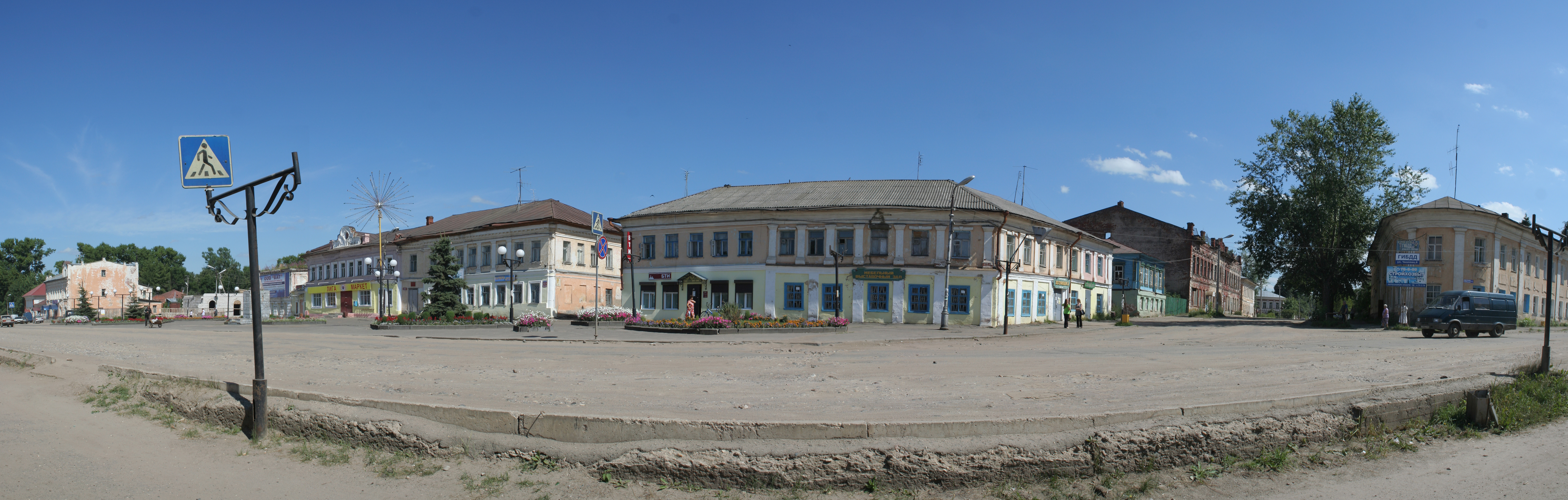
ネレフタの古い街並み

## 産業

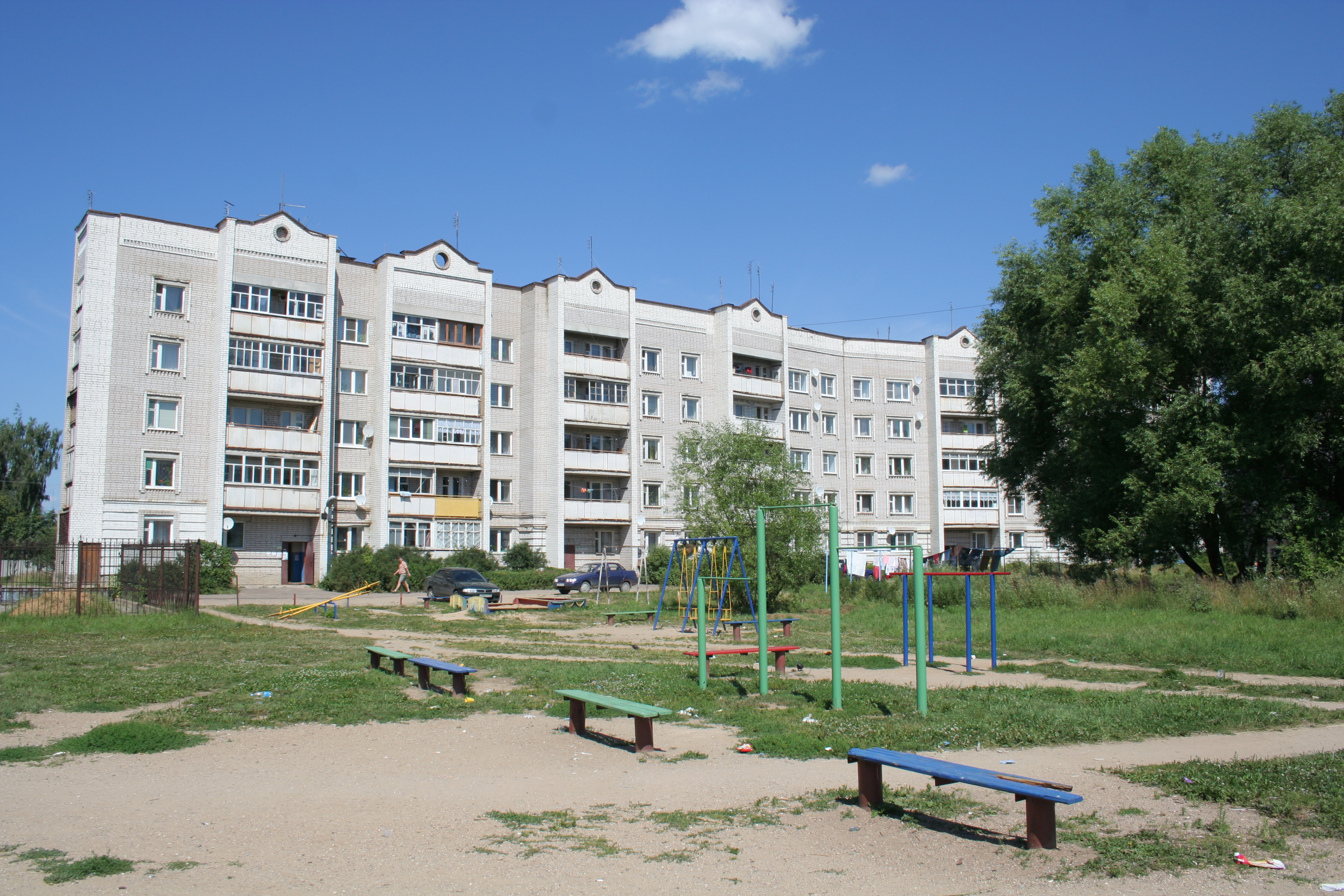
ネレフタのアパート

今日でも町の主な産業は繊維工業だが、自動車部品工場や食品工場も立地している。町の周囲は農業が主で、泥炭や粘土などの採掘も行われている。
ネレフタにはヤロスラヴリとコストロマを結ぶ鉄道の駅がある。